# Wachtmeister

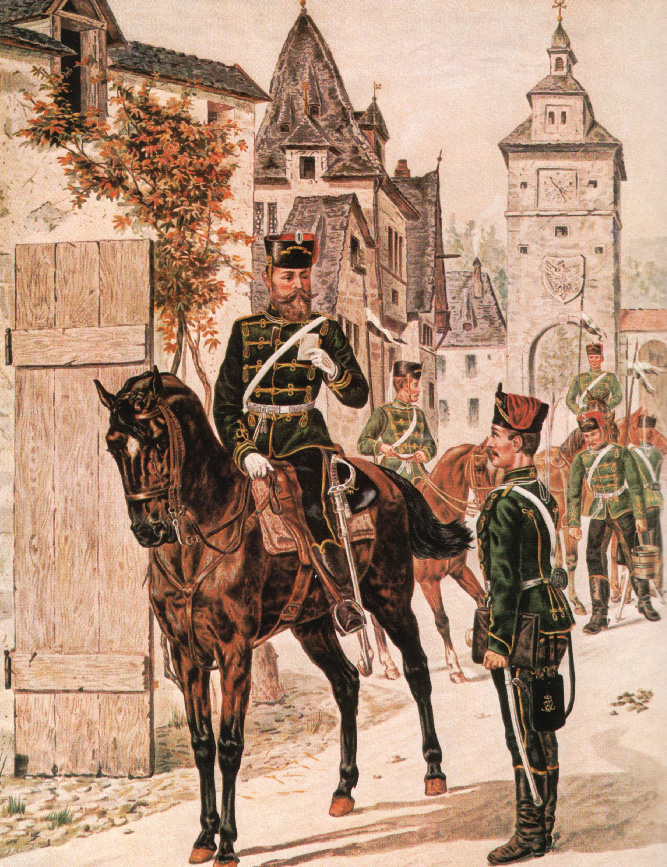
Wachtmeister (a cavallo) e ussaro del 10º Reggimento Ussari di Magdeburgo

Wachtmeister è un grado militare di alcuni eserciti e forze di polizia tedeschi, austriaci e svizzeri.
Attualmente in Germania il termine indica un grado equivalente all'italiano maresciallo. In Austria e Svizzera è attualmente il grado più basso dei sottufficiali, corrispondente all'italiano sergente.

## Storia
All'inizio il Wachtmeister era la guardia o la sentinella responsabile del servizio di guardia degli eserciti. Successivamente divenne nella cavalleria e dell'artiglieria l'equivalente del grado di  Feldwebel della fanteria.  .
Negli eserciti dei Lanzichenecchi e nella città del XVI secolo Wachtmeister era il titolo ufficiale di un «uomo esperto di guerra, abile e onesto, che era responsabile della sicurezza dell'esercito, e/o doveva prendersi cura delle truppe in marcia. Organizzava e controllava le guardie, era responsabile della disciplina e dell'attenzione e si preoccupava di conoscere la parola d'ordine. Il servizio di guardia era svolto quasi esclusivamente dalla cavalleria, e spesso le truppe a cavallo erano responsabili della guardia dell'intero esercito, come avvenne ad esempio nel Brandeburgo intorno al 1620.
Con la formazione degli eserciti permanenti la denominazione Wachtmeister divenne universalmente valida per il Feldwebel della cavalleria, più tardi anche dell'artiglieria. Per quanto riguarda i tre gradi Feldwebel fino al 1945 esistevano i gradi equivalenti di Unterwachtmeister, Wachtmeister e Oberwachtmeister. 

## Germania
In passato erano chiamati "Wachtmeister": 
- Fino al 1945 i sergenti (Feldwebel)  della cavalleria e dell'artiglieria.
- Nella Repubblica Democratica Tedesca fino al 1970 i sergenti (Feldwebel)  della cavalleria e dell'artiglieria; Successivamente anche questi presero la denominazione "Feldwebel"
- Nella Volksarmee della Repubblica Democratica Tedesca fino al 1972 era il grado più basso dei sergenti (Feldwebel); Successivamente anche loro venivano chiamati "Feldwebel", mentre gli equivalenti nella Volksmarine erano chiamati "Meister der Volksmarine"
- nella Kriegsmarine erano chiamati "Wachtmeister" i sergentii (Feldwebel) imbarcati ("Matrosen-Divisionen"), mentre quelli in servizio a terra („Werft-Divisionen“) venivano chiamati "Feldwebel".
- Nella Marina militare della Repubblica Federale Tedesca il nostromo di bordo delle navi più grandi viene denominato wachtmeister (in lingua volgare detto pure "Spieß", cioè sputo) ed è paragonabile ad un Kompaniefeldwebel (Feldwebel di compagnia) delle unità dell'esercito e ha generalmente il grado di Hauptbootsmann o superiore.

Il grado di "Wachtmeister" fino agli anni ottanta nei ranghi della polizia della Repubblica Federale Tedesca corrispondeva al più basso del ruolo sergenti, mentre nella Volkspolizei della Repubblica Democratica Tedesca corrispondeva al grado più alto della truppa.
| Gradi militari Wehrmacht                            |                          |                                                   |
| Grado inferiore: Unterwachtmeister (Unterfeldwebel) | Wachtmeister (Feldwebel) | Grado superiore: Oberwachtmeister (Oberfeldwebel) |

| Gradi militari Volksarmee                           |                          |                                                   |
| Grado inferiore: Unterwachtmeister (Unterfeldwebel) | Wachtmeister (Feldwebel) | Grado superiore: Oberwachtmeister (Oberfeldwebel) |

| Gradi militari Volkspolizei                         |                               |                                                    |
| Grado inferiore: Unterwachtmeister der Volkspolizei | Wachtmeister der Volkspolizei | Grado superiore: Oberwachtmeister der Volkspolizei |

## Impero russo
Nell'esercito imperiale russo il grado di Wachtmeister (russo: Вахмистр; translitterato: Vachmistr) era già stato adottato nel 1711, per ordine dello zar Pietro il Grande. Tuttavia nella  Tavola dei ranghi della Russia Imperiale, istituita da Pietro il Grande nel 1722, questo grado non era presente, poiché si trattava del grado di un sottufficiale, mentre nella Tavola dei ranghi erano elencati solo i gradi di ufficiale.
Il Wachtmeister era incaricato di fornire supporto al comandante della truppa, che normalmente era un Rittmeister (capitano di cavalleria) nella conduzione dell'addestramento e nell'organizzazione dell'economia e dell'ordine interno. L'equivalente di "Wachtmeister" nella fanteria e  era il Fel'dfebel' e nell'artiglieria il Bombardir. Il grado è stato più alto tra i sottufficiali subordinati fino al 1826, quando i cosiddetti "vecchi" Oberwachtmeister ("Stáršij vachmistr")  in linea con la Tavola dei ranghi della Russia Imperiale, vennero nominati Podpraporščik ma non è mai stato accettato se il grado fosse stato equiparato nell'intero esercito imperiale al grado di cornetta.
Fino al 1877 vi erano ufficiosamente anche i ranghi "Stáršij vachmistr" (russo: Старший вахмистр) e "Mládšij vakhmistr" (russo: Младший вахмистр) al fine di stabilire una gerarchia. Il grado era in uso nella cavalleria e nei reggimenti cosacchi.
| Grado inferiore: Stáršij unter-ofizer (старший унтер-офицер) | Vachmistr (Bахмистр) (Fel'dfebel') (фельдфебель) | Grado superiore: Podpraporščik (подпрапорщик) |